# La Banda
La Banda is een plaats in het Argentijnse departement Banda in de provincie Santiago del Estero. De plaats telt 95.178 inwoners (2001) en heeft een oppervlakte van 42 km². La Banda ligt op een hoogte van 177 meter boven zeeniveau.
La Banda ligt op 8 km van de provinciale hoofdstad Santiago del Estero, gescheiden door de Dulce-rivier waarover twee bruggen gebouwd zijn die gebruikt worden voor verkeersdoeleinden. De twee steden vormen een metropool met ongeveer 280.000 inwoners.

## Geboren in La Banda
- René Houseman (1953-2018), voetballer